# サヴァ地域圏
サヴァ地域圏（サヴァちいきけん、Sava）は、マダガスカル北部の地域圏である。地域圏の主都はサンバヴァ。2009年までは、アンツィラナナ自治州の一部であった。当地域圏はマダガスカル島東海岸の北部に位置し、北でディアナ地域圏と、西でソフィア地域圏と、南でアナランジロフォ地域圏と接する。2018年時点では、人口は112万3013人、総面積は2万5518㎢であった。マロジェジ国立公園などの自然保護区域があった。
地域圏の名称は、地域圏内にある4つの主要都市であるサンバヴァ、アンタラハ、イハラナ（ヴォヒマロが別称である）、アンダパの頭文字を繋ぎ合わせたことに由来している。これらの都市はそれぞれ、当地域がバニラの世界最大の生産量を誇る（特に人気の高いブルボンバニラ種が生産されている）ことから、「バニラの世界首都」を自称している。
サヴァ地域圏においてはバニラ栽培の経済的重要性が高いため、2005年下半期にはバニラ街道（Route de la vanille）と呼ばれる、各都市を結ぶ道路の再建が推進された。しかしながら、インド洋南西部で発生するサイクロンの影響でバニラ価格が変動するため、サヴァ地域圏の貧農バニラ農家の多くは、黒檀やパリサンダー、紫壇などの違法伐採に従事することを余儀なくされている。

## 地理

### 行政区分
サヴァ地域圏は4つの郡に分かれ、郡は75のコミューンに細分されている。各郡は以下の通り。
- アンダパ郡：17コミューン
- アンタラハ郡：14コミューン
- サムバヴァ郡：25コミューン
- ヴォヘマル（イハラナ）郡：19コミューン

### 港湾
ヴォヘマルとアンタラハには、地域港がある。

### 保護区域

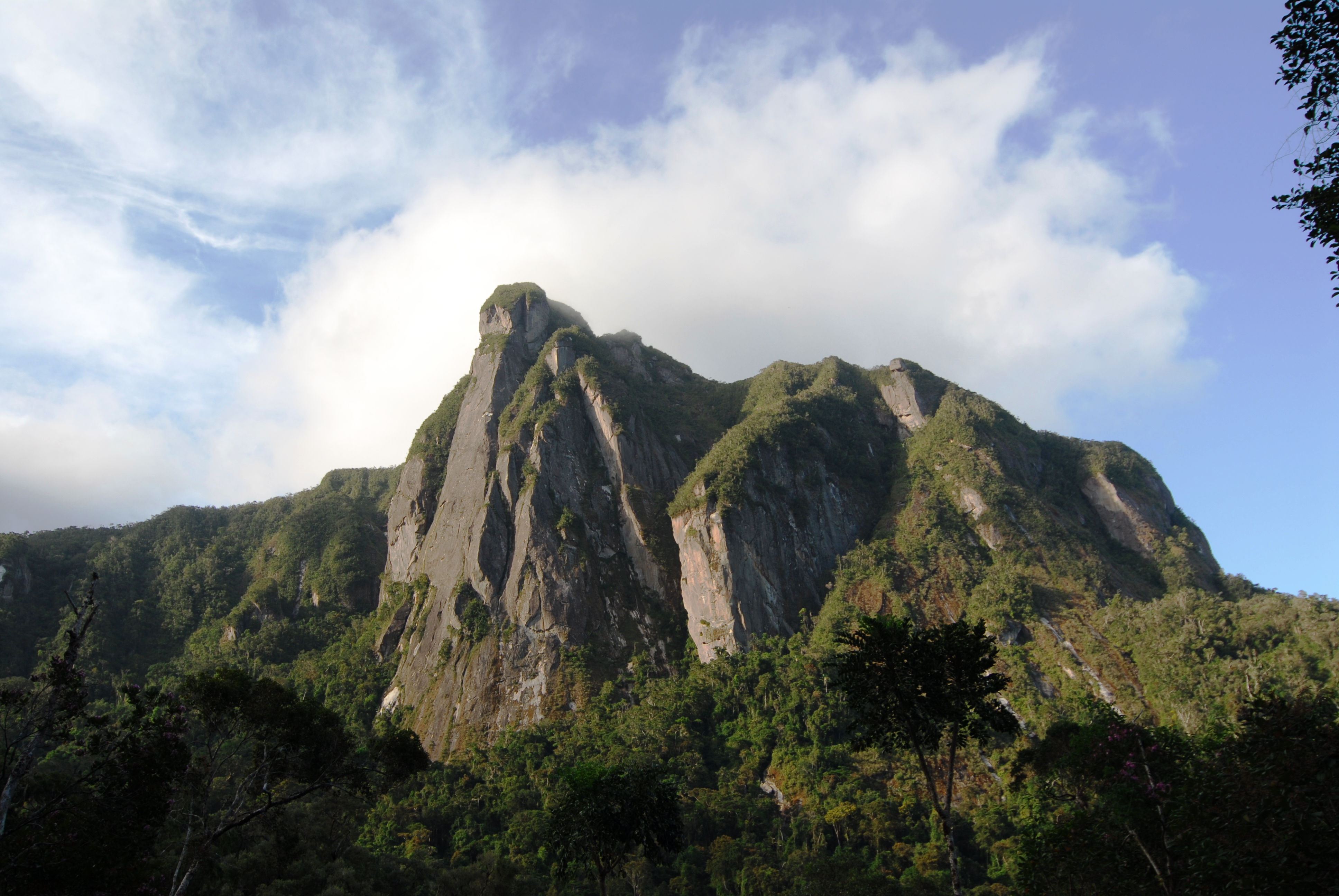
マロジェジ国立公園内にあるアムバトツォンドロナ

- ロキ・マナンバト新保護区（ディアナ地域圏にほど近い）
- マキロヴァナ・ツィホマラオムビ新保護区
- マロジェジ国立公園
- マソアラ国立公園の一部
- アンジャナハリベ・スド保護区
- マキラ国立公園の一部
- COMATSAアヴァラトラ新保護区の一部
- COMATSAアツィモ新保護区の一部
- マコリーン公園（私有地）[4]

### 河川

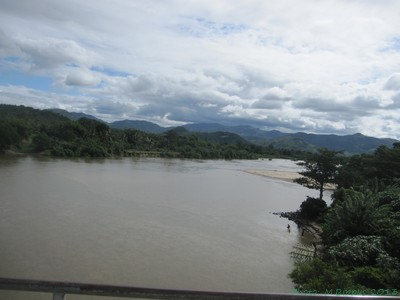
サヴァ地域圏にあるファナンバナ川

サヴァ地域圏の主たる河川は以下の通りである。なお以下の一覧では、北部に位置する川から順に列挙している。
- ロキ川 (ディアナ地域圏との圏境)
- マナンバト川
- マナンバティ川
- ファナンバナ川
- ベマリヴォ川
- アンドロランガ川
- ロコホ川
- オニヴェ川
- アンカヴァナナ川

## 交通

### 空港
- アンダパ空港
- アンタラハ空港
- ドアニ空港
- サンバヴァ空港
- イハラナ空港

### 道路
サヴァ地域圏には454kmの国道が走っている。
- 国道5a号線（南北方向で、ダライナ、ヴォヘマル、サンバヴァ、アンタラハを結ぶ。)
- 国道3b号線（全長97kmで、サンバヴァとアンダパを結ぶ。）
- 国道53号線（全長12kmで、アンタラハとアンツィラバト空港を結ぶ。）
- 国道59a号線（全長3kmで、国道5a号線とヴォヘマルを結ぶ。）

上記の国道に加えて、520kmの地方道と230kmの未区分道路が存在する。